# 満天笑店
『満天笑店』（まんてんしょうてん）は、2007年（平成19年）10月6日から2011年（平成23年）3月26日までフジテレビで放送されていた情報番組である。全160回。

## 概要
現代人が好きになってしまう物や巷で密かに人気を集めている物を、「満点笑店」店長役のブラザートムと店員役の生野陽子（フジテレビアナウンサー）が調査・紹介していたミニ番組。番組タイトルロゴは、放送第1回で紹介したオリジナル書体「修悦体」の考案者によるものである。
番組は基本的に毎週土曜 15:25 - 15:30 （日本標準時）に放送されていたが、直前の『土曜スペシャル』や直後の『土曜ワイド』（第2期）の拡大時には大幅に枠がずれたり、放送そのものが休止になることがあった。
番組は2011年3月26日放送分をもって終了した。当日の番組表に最終回マークは付されておらず、出演者の生野も同日付の自身のブログに「臨時休業です」と記しているが、後にフジテレビの公式サイトで番組の終了が公表された。

## スタッフ
- チーフプロデューサー：織田実
- プロデューサー：関根知美
- ディレクター：伊セ徹、田中暁史
- AP：佐上理恵
- AD：石原まりこ
- 構成：津曲裕之
- 製作協力：FCC
- 製作著作：フジテレビジョン